# 이영란 (성우)
이영란 (李英蘭, 1970년 3월 6일 ~ ) 은 대한민국의 성우로, 1994년 문화방송 성우극회 공채 12기로 입사했다.

## 출연 작품

### 방송
- 소닉 X (재능TV) - 에이미, 로즈
- 빛의 전사 프리큐어 (SBS) - 포롱
- 용의 전설 레전더 (SBS) - 미니시론
- 가이스터즈 (MBC) - 피라, 전자음
- 낚시왕 강바다 (MBC) - 한나라
- 만점 선생님, 미스 발렌타인 (MBC)
- 미래전사 런딤 (MBC) - 유미라
- 탈옥의 달인 (재능TV) - 베티,다수
- 구슬동자 (SBS) - 블루봉
  - 빅토리 구슬동자 (SBS) - 블루봉
- 방가방가 햄토리 (SBS) - 햄토리
- 포켓몬스터 AG (SBS) - 마자용, 간호순, 원화 선생님, 봉철, 뷰티 플라이, 도토링
- 포켓몬스터 DP (SBS) - 간호순, 소망, 팽도리, 비버나, 몽이, 빛나 엄마, 진철, 오바람
- 포켓몬스터 DP 극장판 (재능TV) - 간호순, 팽도리
- 요술소녀 (MBC)
- 도망자 (텔레비전) (MBC)
- 최종병기 그녀 (애니원) - 유카리
- 후플러스 (MBC)
- 미녀와 뱀파이어 (MBC)
- 안녕 토토비 (MBC)
- 바람의 검심 (애니원) - 아랑, 오키타, 다애, 마리, 치타, 유타, 여자2
- 맑음 때때로 뿌이뿌이 (애니원) - 뿌이뿌이
- 쿠션키즈 (애니원) - 푸푸
- 지구 소녀 아르주나 (애니원) - 신디
- 벼리의 시간여행 (MBC)
- 토라도라 (애니맥스) - 앵무, 유리
- 만능 비리몽 (재능TV)
- 블레이징 틴스4 (재능TV) - 데이비드
- CSI 뉴욕 (MBC) - 애비 키르호퍼 (줄리 몬드)
- 도비도비 (MBC)
- 울트라 키즈짱 (챔프) - 새별
- 트레인 히어로 (재능TV) - 앤
- 명란이 매콤해 (KNN) - 켄이치
- 타스의 풀이풀이 사자성어 (MBC)
- 경계의 린네 (재능TV) -  마미야 사쿠라  (사라)
- 터닝메카드 (KBS) - 반다인의 어머니
- 디지몬 고스트 게임 (재능TV) - 세픽몬

### 영화
- 나 홀로 집에 2 (MBC) - 호텔 예약원(모니카 데브뢰)
- 개같은 내 인생 (MBC) - 베르티 누나
- 그들만의 리그 (MBC)
- 도망자 (MBC)
- 미스 에이전트 (SBS)
- 배트맨 비긴즈 (SBS)
- 스위치 백 (MBC)
- 스타트렉 6 (MBC)
- 어니스트 슬램덩크 (MBC)
- 엔트랩먼트 (MBC)
- 오보소도 (SBS) - 수지 (클라우디아 판돌피)
- 이연걸의 영웅 (MBC)
- 이연걸의 정무문 (MBC)
- 일곱가지 유혹 (SBS)
- 캐스퍼와 웬디 (MBC)
- 타임머신 (SBS) - 마라 (서맨사 멈바)
- 투모로우 (MBC)
- 트와일라잇 (MBC)
- 파이터 블루 (MBC)
- 팜므 파탈 (SBS)
- 프로텍션 (MBC)
- 플래시댄스 (MBC)
- 피스메이커 (SBS)
- 필링 미네소타 (MBC)
- 5번가의 비명 (MBC)
- 여인의 향기 (MBC)

### 게임
- 오! 나의 여신님이여 - 마라
- 무인도 이야기 R - 나츠노
- 용기전승 2 - 틴, 리리나 그라나드

## TV커머셜
- 뉴세라녹즙기

## 같이 보기
- 문화방송 성우극회